# 봉평초등학교
봉평초등학교는 대한민국 강원특별자치도 평창군에 있는 공립 초등학교이다.

## 학교 연혁
- 1931년 7월 14일 봉평공립보통학교 인가
- 1938년 4월 1일 기풍공립심상소학교 개칭
- 1941년 4월 1일 기풍공립국민학교로 개칭
- 1950년 6월 1일 봉평국민학교로 개칭
- 1996년 3월 1일 봉평초등학교로 개칭
- 1998년 9월 1일 덕거초등학교 폐교로 본교 편입
- 1999년 3월 1일 무이초등학교 폐교로 본교 편입
- 2014년 3월 1일 제28대 교장 이수창 부임
- 2017년 2월 10일 2016학년도 졸업식(졸업생 29명, 총누계 6,732명)
- 2017년 3월 2일 2017학년도 입학식(입학생 25명)

## 참고 자료
- 봉평초등학교 - 한국교육학술정보원 학교알리미